# Lolo narodi
Lolo narodi, jedna od dvije velike glavne grane Lolo-burmanskih naroda naseljenih u Kini, Burmi, Vijetnamu i Tajlandu. Osnovna daljnja jezična podjela je na sjeverne i južne, te posebnu neklasificiranu skupinu. Sjeverni Lolo narodi dijele se na tri ogranka, to su Lisu iz Kine u koje spadaju Lisu i Lipo; Samei iz Kine, koji žive u 13 sela u Yunnanu; i Yi koji govore brojnim dijalektima i jezicima, a također žive u Kini. Južna Lolo skupina obuhvaća narode koji govore jezicima akha, a uključuju Hani (s Biyo u Kini i Kaduo u Laosu), Honi u Kini, Akha u Burmi, Hani u Kini, Sansu (Burma), Sila (Laos), Lahu, Mahei, Phana' i Jinuo; narode Phunoi u Kini, Tajlandu, Laosu i Burmi: s Bisu, Côông, Mpi, Phunoi i Pyen; Ugong iz Tajlanda. U jezično neklasificirane pripadaju neke Yi skupine (Ache, Limi, Mili, Muji, Poluo, Pula i Puwa, svi iz Kine, te Laopang i Lopi iz Burme i Nusu i Zauzou iz Kine.